# 1989 (альбом Райана Адамса)
| Совокупная оценка    | Совокупная оценка |
| Источник             | Оценка            |
| -------------------- | ----------------- |
| Metacritic           | 69/100            |
| Оценки критиков      |                   |
| Источник             | Оценка            |
| AllMusic             | [ 2 ]             |
| The A.V. Club        | A-                |
| Entertainment Weekly | A-                |
| Los Angeles Times    | Positive          |
| Sputnikmusic         | 3.9/5             |
| American Songwriter  | [ 7 ]             |
| The Telegraph        | [ 8 ]             |
| The Boston Globe     | Positive          |
| Pitchfork            | 4/10              |
| Slant Magazine       | [ 11 ]            |

1989 — пятнадцатый студийный альбом американского рок-певца и композитора Райана Адамса, выпущенный 21 сентября 2015 года на его собственном лейбле PAX AM. Альбом представляет собой полную кавер-версию (трек за треком, трибьют-альбом) всего диска 1989 певицы Тейлор Свифт.
Альбом Адамса дебютировал на позиции № 7 в США (Billboard 200), опередив одноимённый диск Тейлор (тот был на № 8 в свою 48-ю неделю нахождения в чарте).

## Об альбоме
Райан Адамс впервые заинтересовался альбомом Тейлор Свифт в момент распада его брака с Мэнди Мур. Отвечая на вопрос, что же привлекло его в альбоме Свифт, Адамс заявил, что «Там просто радость», описывая альбом как содержащий «собственную альтернативную вселенную».
Во время записи альбома Адамс обозначил его музыкальный стиль где-то на границе между альбомом Darkness on the Edge of Town американского рок-певца Брюса Спрингстина и диском Meat Is Murder британской рок-группы The Smiths.

## Отзывы
Альбом получил положительные и умеренные отзывы музыкальных критиков и интернет-изданий: American Songwriter, Los Angeles Times, The Telegraph, The Boston Globe.
Лиа Гринблатт из Entertainment Weekly высоко оценила альбом, отметив: «Если превращение самой большой, самой блестящей поп-пластинки прошлого года в обзорный курс по классической рок-экономике звучит как новинка, то так оно и есть. Но это лучший вариант — тот, который объединяет двух разных артистов умными, неожиданными способами и каким-то образом умудряется раскрыть лучшее в них обоих»Entertainment Weekly.
Йон Караманика из газеты The New York Times назвал альбом Адамса «любовным письмом от инди-идола к поп-королеве». Энни Залески из A.V. Club сказала об альбоме в своей рецензии: «Что его версия „1989“ делает лучше всего, так это иллюстрирует силу исходного материала. Лишившись попсового глянца для продвижения на радио, эти песни сравнимы с лучшими моментами из бэк-каталога Свифт». В негативной рецензии Марк Ричардсон из Pitchfork заявил: «Адамс превратил [1989] в … обычный альбом Райана Адамса». Роберт Кристгау, в статье для журнала Vice, назвал «This Love» и «I Know Places» самыми яркими моментами и подвёл итог альбому каверов Адамса: «Рыцерственный попутчик доказывает превосходство более молодого попутчика, не сумев превзойти и тем более изобрести ни одного выступления на её альбоме, который он перелистывает от начала до конца, как одарённый фанбой, которым он, наверное, и является».

### Рейтинги
В Huffington Post так оценили альбом в своём итоговом списке лучших дисков года: «В устах Райана Адамса, чей ремейк 1989 бесконечно более слушабелен, чем её, по крайней мере, для толпы гитаристов-басистов-барабанщиков, тексты Тейлор Свифт претерпевают мрачные изменения. …Адамс превращает легковесный девчачий поп в гимнический рок». В итоговом списке журнала подвели итог: «Более органичная версия Адамса звучит немного как трек Fleetwood Mac эпохи Rumours в исполнении Линдси Бакингем — то есть действительно очень хорош». Журнал Paste в своём списке лучших альбомов года назвал диск Адамса самой громкой кавер-версией года: «Тексты песен почти не изменились, но слои, лежащие в основе написания песен Свифт, были сняты, обнажив нечто сырое и уязвимое, что во многих случаях полностью меняет смысл песни. …Эта маловероятная пара талантов создала один из самых удивительно трогательных альбомов года, и за это мы должны благодарить обоих артистов».
| Публикация           | Ранг | Список                        |
| -------------------- | ---- | ----------------------------- |
| Diffuser             | 8    | The 50 Best Albums of 2015    |
| Entertainment Weekly | 40   | The 40 Best Albums of 2015    |
| NME                  | 50   | NME’s Albums of the Year 2015 |
| Paste                | 40   | The 50 Best Albums of 2015    |
| Rough Trade          | 99   | Albums of the Year 2015       |
| Huffington Post      | 8    | Albums of the Year 2015       |

## Коммерческий успех
1989 дебютировал на позиции № 7 в американском хит-параде Billboard 200 с тиражом 56,000 копий, опередив на одну неделю оригинальный диск Тейлор Свифт 1989, когда тот, побывав уже и на первом месте, на 48-й неделе своего нахождения в чарте был на № 8.

## Список композиций
Источник: Amazon.com
| №                   | Название                     | Автор(ы)                             | Длительность |
| ------------------- | ---------------------------- | ------------------------------------ | ------------ |
| 1.                  | «Welcome to New York»        | Тейлор Свифт, Райан Теддер           | 3:18         |
| 2.                  | «Blank Space»                | Свифт, Макс Мартин, Shellback        | 3:21         |
| 3.                  | «Style»                      | Свифт, Мартин, Shellback, Ali Payami | 2:44         |
| 4.                  | «Out of the Woods»           | Свифт, Джек Антонофф                 | 6:07         |
| 5.                  | «All You Had to Do Was Stay» | Свифт, Мартин                        | 3:30         |
| 6.                  | «Shake It Off»               | Свифт, Мартин, Shellback             | 4:06         |
| 7.                  | «I Wish You Would»           | Свифт, Antonoff                      | 3:44         |
| 8.                  | «Bad Blood»                  | Свифт, Мартин, Shellback             | 3:55         |
| 9.                  | «Wildest Dreams»             | Свифт, Мартин, Shellback             | 5:21         |
| 10.                 | «How You Get the Girl»       | Свифт, Мартин, Shellback             | 3:50         |
| 11.                 | «This Love»                  | Свифт                                | 4:45         |
| 12.                 | «I Know Places»              | Свифт, Теддер                        | 5:14         |
| 13.                 | «Clean»                      | Свифт, Imogen Heap                   | 4:23         |
| Общая длительность: | Общая длительность:          | Общая длительность:                  | 54:18        |

## Чарты
| Чарт (2015)                         | Высшая позиция |
| ----------------------------------- | -------------- |
| Австралия (ARIA)                    | 9              |
| Бельгия/Фландрия (Ultratop)         | 9              |
| Канада (Canadian Albums Chart)      | 9              |
| Нидерланды (Album Top 100)          | 21             |
| Финляндия (Suomen virallinen lista) | 28             |
| Ирландия (IRMA)                     | 15             |
| Новая Зеландия (RMNZ)               | 18             |
| Норвегия (VG-lista)                 | 21             |
| Испания (PROMUSICAE)                | 78             |
| Швеция (Sverigetopplistan)          | 38             |
| Швейцария (Schweizer Hitparade)     | 58             |
| Великобритания (UK Albums Chart)    | 19             |
| США (Billboard 200)                 | 7              |
| США (Billboard Folk Albums)         | 1              |
| США (Billboard Top Rock Albums)     | 3              |
| США (Vinyl Albums, Billboard)       | 2              |